# 大俠黃飛鴻
《大俠黃飛鴻》是由萬合天宜出品，馬詩歌執導，本煜、葛布、孔連順等人主演的民國奇聞愛情網路劇。講述了黃飛鴻為了追回在南京當記者的十三姨來到南京，希望兩人一起回佛山，二人和警官方世玉、十三姨的同事小馬，四人展開的冒險之旅。該劇於2015年9月24日在優酷視頻首播。

## 演員
| 演員     | 角色     |
| 張本煜   | 黃飛鴻   |
| 葛布     | 十三姨   |
| 孔連順   | 方世玉   |
| 小愛     | 狄仁愛   |
| 馬詩歌   | 小馬     |
| 至尊玉   | 上官撕蔥 |
| 柯達     | 羅密歐   |
| 鄭合惠子 | 郭襄     |
| 張華宇   | 石泰龍   |
| 郭瑋潔   | 小師妹   |
| 王玲玉   | 小龍女   |

## 網路劇原聲帶
| 曲別   | 歌名   | 演唱者       | 作詞         | 作曲   |
| 主題曲 | 俠客絕 | 張本煜、老濕 | 張本煜、老濕 | 陳宇驍 |